# If I Had Legs I’d Kick You
If I Had Legs I’d Kick You ist ein US-amerikanischer Spielfilm von Mary Bronstein aus dem Jahr 2025. Die Tragikomödie stellt eine Ehefrau und Mutter am Rande des Nervenzusammenbruchs in den Mittelpunkt. Die Hauptrolle übernahm die australische Schauspielerin Rose Byrne. Der Film wurde im Januar im Rahmen des Sundance Film Festivals uraufgeführt. In Deutschland wurde das Werk einen Monat später im Hauptwettbewerb der Internationalen Filmfestspiele Berlin (Berlinale) mit einem Silbernen Bären für die schauspielerische Leistung ausgezeichnet.

## Handlung
Lindas Leben bewegt sich in einer Abwärtsspirale. Ihr Ehemann ist abwesend. Ihr Kind hat eine mysteriöse Krankheit, die für eine Vielzahl an Konsultationen mit Ärzten sorgt. Ihr Zuhause gleicht einer Baustelle, während sich die Beziehung zu Lindas Therapeut zunehmend feindselig gestaltet. Die auf sich selbst gestellte Mutter befindet sich am Rande eines Nervenzusammenbruchs.

## Hintergrund
If I Had Legs I’d Kick You ist nach Yeast (2008) der zweite Spielfilm der US-amerikanischen Regisseurin und Drehbuchautorin Mary Bronstein. Das Skript soll von persönlichen Erfahrungen mit ihrer Tochter inspiriert worden sein. Bronstein beschrieb die Einstellung ihrer Hauptfigur Linda mit dem Satz „Ich brauche Hilfe, ich brauche Hilfe, ich brauche Hilfe, aber bitte hilf mir nicht“. Die Regisseurin hätte „zuvor noch nie einen Film gesehen, in dem eine Mutter mit ihrem Kind eine Krise“ durchmacht, sich die „Energie“ der Zuschauer aber nicht auf den „Kampf des Kindes“ übertrage, sondern auf jenen der Mutter. Das Thema ihres Films sei, „in der Welt zu funktionieren und gleichzeitig mit einem tiefen Trauma fertig zu werden, für das man keine Zeit hat, es zu verarbeiten“, so Bronstein.

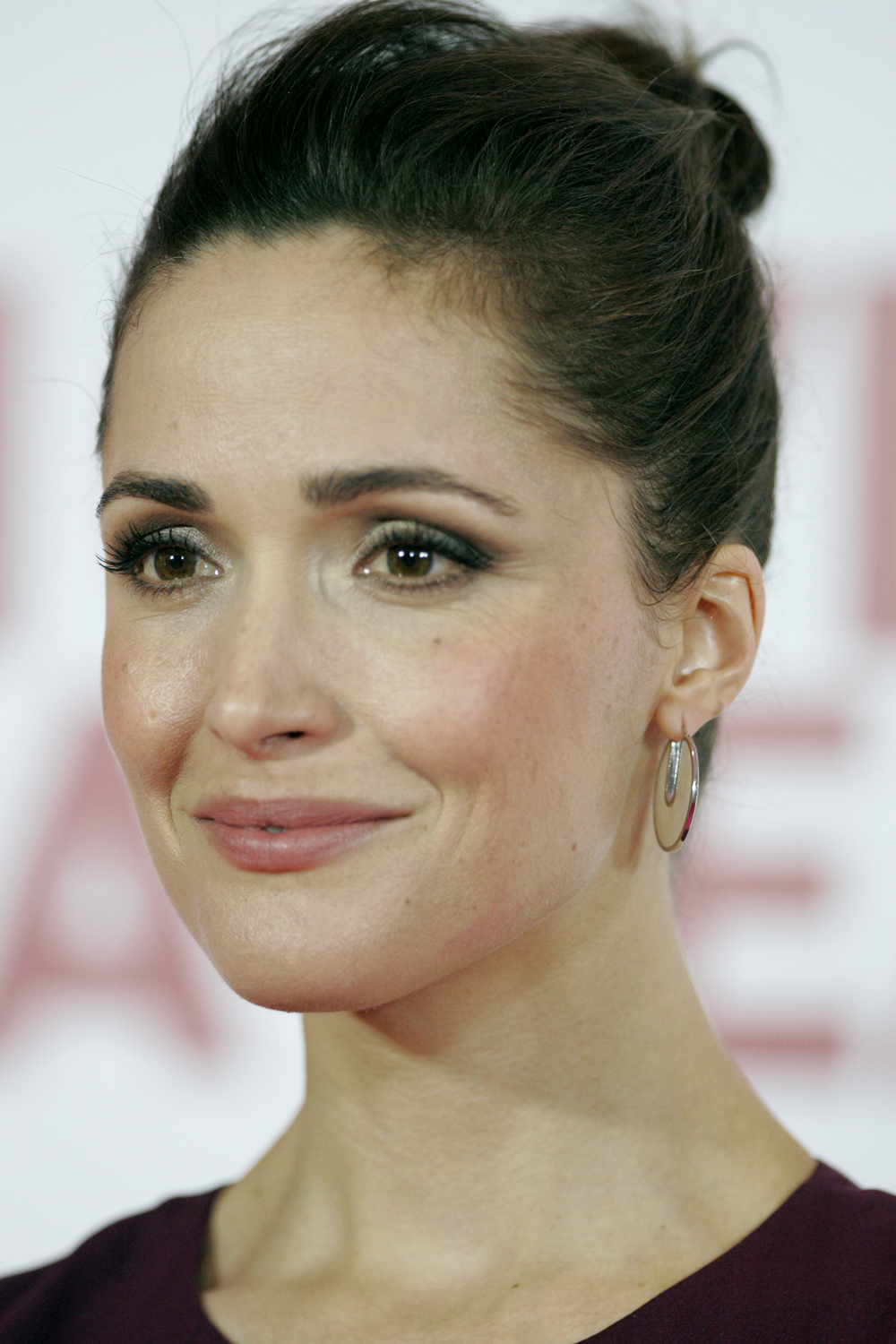
Hauptdarstellerin Rose Byrne (2013)

Für die Hauptrolle der Linda wurde Rose Byrne verpflichtet. Die australische Schauspielerin war fasziniert von der Figur, die in einer Krise steckt. Byrne war eigenen Angaben zufolge „davon besessen“ herauszufinden, wer Linda vor ihrem Trauma war. „Sie [Linda] ist bereits am Ende der Straße, als wir sie treffen, und es wird immer schlimmer“, so Byrne. In weiteren Rollen sind der US-amerikanische Rapper A$AP Rocky als leitender Motel-Angesteller James sowie der Talkshow-Moderator und Komiker Conan O’Brien als Lindas Therapeut zu sehen. Die Filmgesellschaft A24 bat O’Brien persönlich darum, Bronsteins Drehbuch zu lesen. In weiteren Rollen sind Danielle Macdonald als Lindas Patientin und Ivy Wolk als Motel-Angestellte zu sehen. Christian Slater absolvierte einen Cameo-Auftritt als Lindas abwesender Ehemann. Lindas Tochter wird von Delaney Quinn dargestellt, die mit Ausnahme der letzten Szene fast über die gesamte Laufzeit des Films nur schemenhaft zu erkennen ist.
Vor dem Dreh setzte Bronstein vierwöchige intensive Proben an. Die Dreharbeiten fanden im Spätsommer 2023 in Montauk statt. Als Kameramann fungierte Christopher Messina. Das Projekt hatte während des mehrere Monate andauernden Streiks der US-amerikanischen Schauspielergewerkschaft SAG-AFTRA eine Ausnahmegenehmigung erhalten.

## Rezeption

### Veröffentlichung
If I Had Legs I’d Kick You wurde am 24. Januar 2025 im Rahmen des 41. Sundance Film Festivals uraufgeführt. Dort war das Werk in die Sektion Premieres eingeladen worden. Einen Monat später, am 17. Februar wurde Bronsteins Film im Hauptwettbewerb der 75. Berlinale als internationale Premiere gezeigt.
Ein regulärer Kinostart in den USA ist im Verlauf des Jahres im Verleih von A24 vorgesehen.

### Kritiken
Von den auf der Website Rotten Tomatoes aufgeführten Kritiken sind 87 Prozent positiv bei einer durchschnittlichen Bewertung mit 8,2 von 10 möglichen Punkten. Ein ähnliches Bild hinsichtlich der Bewertung ergibt sich auf der Website Metacritic. Dort erhielt If I Had Legs I’d Kick You 81 von 100 möglichen Punkten, basierend auf fast einem Dutzend ausgewerteten englischsprachigen Kritiken. Dies entspricht einhelligem Beifall („universal acclaim“).
David Ehrlich vom Online-Portal IndieWire vergab an einen „der rauesten und ehrlichsten Filme, die je über zeitgenössische Mutterschaft gedreht wurden,“ die Schulnote „A“ (deutsches Schulsystem: 1) und pries die Leistungen von Rose Byrne und Conan O’Brien. Byrne spiele ihre Linda „prächtig enträtselnd“, während Bronstein mit der Besetzung O’Brien ein Geniestreich gelungen sei. Es sei „schwindelerregendes Gefühl, den lustigsten Mann Amerikas dabei zu beobachten, wie er so sehr darum kämpft, jeden denkbaren Lacher zu unterdrücken“. Der Film selbst erinnerte Ehrlich an den Thriller Der schwarze Diamant von Benny und Josh Safdie. Regisseur Josh Safdie und Produzent Ronald Bronstein, der frühere Ehemann von Mary Bronstein, waren an If I Had Legs I’d Kick You auch als Produzenten beteiligt.
Ehrlichs Redaktionskollege Ryan Lattanzio pries die schauspielerische Leistung Byrnes als „sensationell“ und als Karrierehöhepunkt sowie als eine der besten des Kinojahres 2025. Er fühlte sich an das Spiel Gena Rowlands erinnert und prophezeite, dass in der Filmpreissaison 2025/26 mit der australischen Schauspielerin zu rechnen sei.

### Auszeichnungen
Für If I Had Legs I’d Kick You erhielt Mary Bronstein eine Einladung in den Wettbewerb um den Goldenen Bären, den Hauptpreis der Berlinale. Dort wurde Rose Byrne mit dem Silbernen Bären für die beste Hauptrolle ausgezeichnet.